# Pomoy
Pomoy est une commune française située dans le département de la Haute-Saône, la région culturelle et historique de Franche-Comté et la région administrative Bourgogne-Franche-Comté.

## Géographie
Les habitants de Pomoy s'appellent les Pomoisiens et étaient au nombre de 170 au recensement de 2005. La superficie est de 7,6 km2. La commune se situe géographiquement à une altitude de 319 mètres environ.
La commune de Pomoy est située sur la RN 19, à 13 km de Lure et 18 km de Vesoul.
|              | La Creuse | Genevreuille |
| Velleminfroy | Pomoy     |              |
| Calmoutier   | Liévans   | Mollans      |

### Climat
Pour des articles plus généraux, voir Climat de la Bourgogne-Franche-Comté et Climat de la Haute-Saône.
En 2010, le climat de la commune est de type climat de montagne, selon une étude du Centre national de la recherche scientifique s'appuyant sur une série de données couvrant la période 1971-2000. En 2020, Météo-France publie une typologie des climats de la France métropolitaine dans laquelle la commune est exposée à un climat semi-continental et est dans la région climatique  Lorraine, plateau de Langres, Morvan, caractérisée par un hiver rude (1,5 °C), des vents modérés et des brouillards fréquents en automne et hiver. 
Pour la période 1971-2000, la température annuelle moyenne est de 9,7 °C, avec une amplitude thermique annuelle de 17,3 °C. Le cumul annuel moyen de précipitations est de 1 178 mm, avec 13,9 jours de précipitations en janvier et 10,3 jours en juillet. Pour la période 1991-2020, la température moyenne annuelle observée sur la station météorologique de Météo-France la plus proche, « Saulx-de-Vesoul », sur la commune de Saulx à 7 km à vol d'oiseau, est de 10,9 °C et le cumul annuel moyen de précipitations est de 1 066,3 mm. 
La température maximale relevée sur cette station est de 39,5 °C, atteinte le 25 juillet 2019 ; la température minimale est de −21 °C, atteinte le 13 janvier 1987,,. 
Les paramètres climatiques de la commune ont été estimés pour le milieu du siècle (2041-2070) selon différents scénarios d'émission de gaz à effet de serre à partir des nouvelles projections climatiques de référence DRIAS-2020. Ils sont consultables sur un site dédié publié par Météo-France en novembre 2022.

## Urbanisme

### Typologie
Au 1er janvier 2024, Pomoy est catégorisée commune rurale à habitat dispersé, selon la nouvelle grille communale de densité à sept niveaux définie par l'Insee en 2022.
Elle est située hors unité urbaine. Par ailleurs la commune fait partie de l'aire d'attraction de Vesoul, dont elle est une commune de la couronne,. Cette aire, qui regroupe 158 communes, est catégorisée dans les aires de 50 000 à moins de 200 000 habitants,.

### Occupation des sols
L'occupation des sols de la commune, telle qu'elle ressort de la base de données européenne d’occupation biophysique des sols Corine Land Cover (CLC), est marquée par l'importance des territoires agricoles (77,3 % en 2018), une proportion identique à celle de 1990 (77,3 %). La répartition détaillée en 2018 est la suivante : 
terres arables (37,4 %), prairies (23,9 %), forêts (19,3 %), zones agricoles hétérogènes (16 %), zones urbanisées (3,5 %). L'évolution de l’occupation des sols de la commune et de ses infrastructures peut être observée sur les différentes représentations cartographiques du territoire : la carte de Cassini (XVIIIe siècle), la carte d'état-major (1820-1866) et les cartes ou photos aériennes de l'IGN pour la période actuelle (1950 à aujourd'hui).

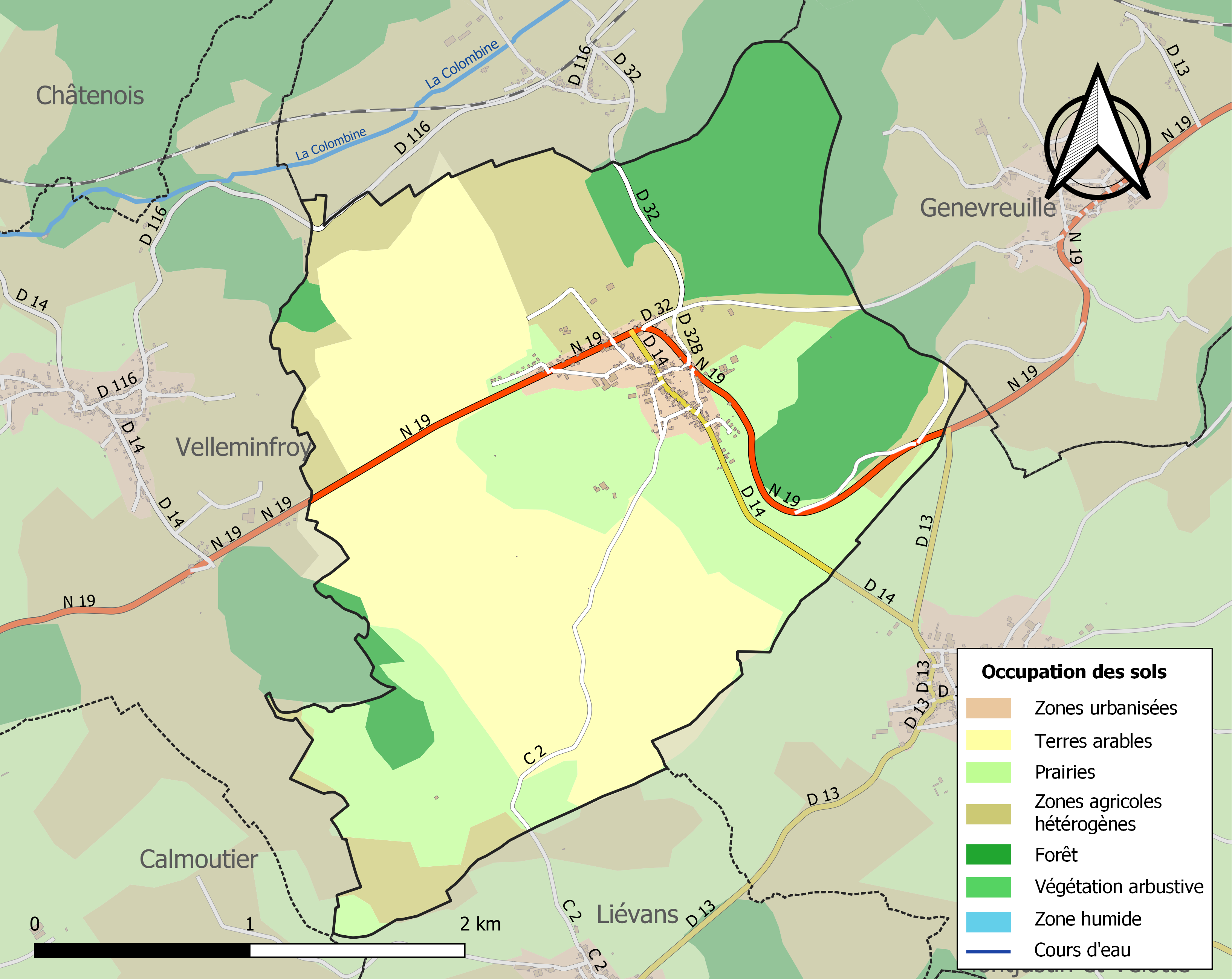
Carte des infrastructures et de l'occupation des sols de la commune en 2018 (CLC).

## Histoire
À la sortie du village sur le CD 14 (direction Mollans), une croix marque l'endroit où trois FFI Luxoviens furent fusillés par des Allemands en septembre 1944.

## Politique et administration

### Rattachements administratifs et électoraux
La commune fait partie de l'arrondissement de Lure du département de la Haute-Saône,  en région Bourgogne-Franche-Comté. Pour l'élection des députés, elle dépend de la deuxième circonscription de la Haute-Saône.
La commune faisait partie depuis 1805 du canton de Lure, puis, à la suite de sa division, du canton de Lure-Nord en 1985. Dans le cadre du redécoupage cantonal de 2014 en France, la commune est rattachée du canton de Lure-2.

### Intercommunalité
La commune était membre de la communauté de communes des Franches-Communes, créée le 31 décembre 2001 et qui regroupait 14 communes et environ 4 200 habitants.
Dans le cadre des dispositions de la loi du 16 décembre 2010 de réforme des collectivités territoriales, qui prévoit toutefois d'achever et de rationaliser le dispositif intercommunal en France, et notamment d'intégrer la quasi-totalité des communes françaises dans des EPCI à fiscalité propre dont la population soit normalement supérieure à 5 000 habitants, le schéma départemental de coopération intercommunale de 2011 a prévu la fusion des communautés de communes : 
- du Pays de Saulx,  
- des grands bois 
- des Franches Communes (sauf  Amblans et Genevreuille), 
et en y rajoutant la commune isolée de Velorcey, afin de former une nouvelle structure regroupant 42 communes et environ 11 200 habitants.
Cette fusion est effective depuis le 1er janvier 2014 et a permis la création, à la place des intercommunalités supprimées, de  la communauté de communes du Triangle Vert.

### Administration municipale

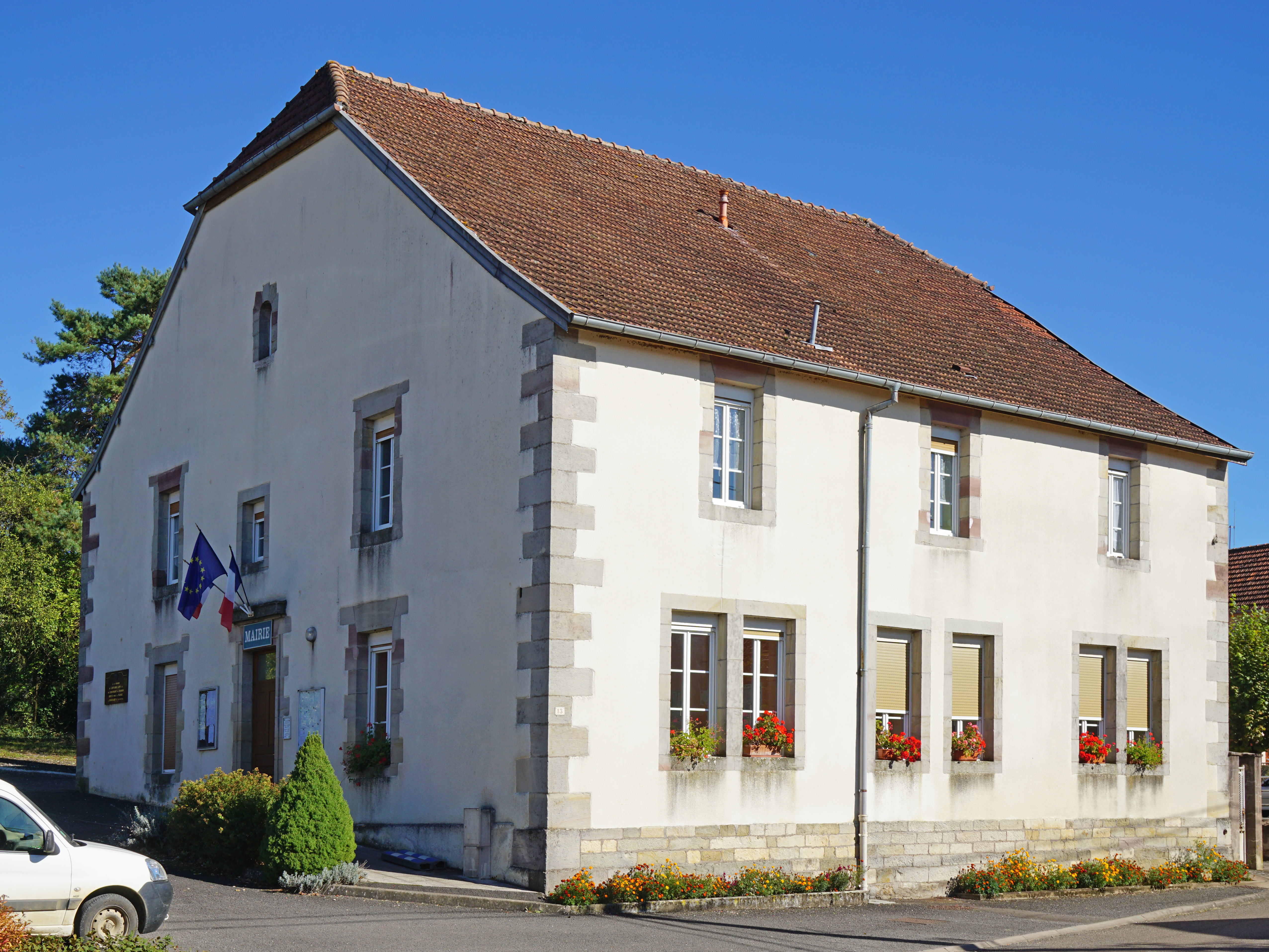
La mairie.

Le nombre d'habitants au dernier recensement étant compris entre 100 et 499, le nombre de membres du conseil municipal est de 11.

### Liste des maires
| Période                                  | Période                       | Identité            | Étiquette | Qualité                                                     |
| ---------------------------------------- | ----------------------------- | ------------------- | --------- | ----------------------------------------------------------- |
| Les données manquantes sont à compléter. |                               |                     |           |                                                             |
| 1998                                     | janvier 2022                  | Paul Henry          |           | Retraité de l'inspection académique Mort en cours de mandat |
| janvier 2022                             | En cours (au 20 février 2022) | Jean-Noël Devillers |           | Maire par intérim puis élu                                  |

## Démographie
En 2022, la commune de Pomoy comptait 198 habitants. À partir du XXIe siècle, les recensements réels des communes de moins de 10 000 habitants ont lieu tous les cinq ans. Les autres « recensements » sont des estimations.
| 1793 | 1800 | 1806 | 1821 | 1831 | 1836 | 1841 | 1846 | 1851 |
| ---- | ---- | ---- | ---- | ---- | ---- | ---- | ---- | ---- |
| 580  | 543  | 547  | 604  | 645  | 626  | 614  | 631  | 608  |

| 1856 | 1861 | 1866 | 1872 | 1876 | 1881 | 1886 | 1891 | 1896 |
| ---- | ---- | ---- | ---- | ---- | ---- | ---- | ---- | ---- |
| 534  | 521  | 500  | 510  | 459  | 494  | 480  | 470  | 464  |

| 1901 | 1906 | 1911 | 1921 | 1926 | 1931 | 1936 | 1946 | 1954 |
| ---- | ---- | ---- | ---- | ---- | ---- | ---- | ---- | ---- |
| 440  | 415  | 409  | 322  | 303  | 283  | 274  | 236  | 185  |

| 1962 | 1968 | 1975 | 1982 | 1990 | 1999 | 2005 | 2006 | 2010 |
| ---- | ---- | ---- | ---- | ---- | ---- | ---- | ---- | ---- |
| 190  | 184  | 189  | 190  | 152  | 155  | 170  | 167  | 193  |

| 2015 | 2020 | 2022 | - | - | - | - | - | - |
| ---- | ---- | ---- | - | - | - | - | - | - |
| 210  | 200  | 198  | - | - | - | - | - | - |

## Culture locale et patrimoine

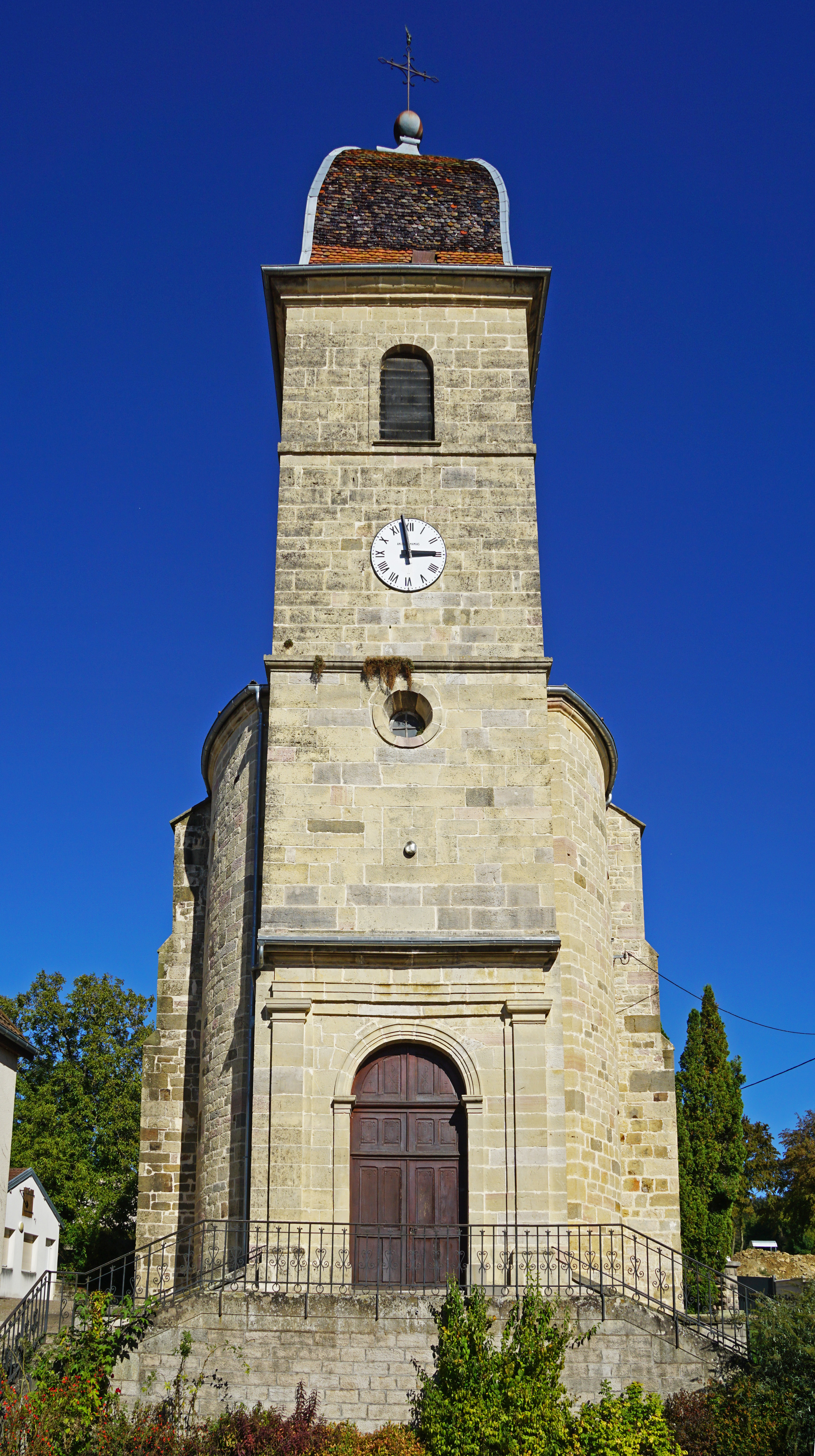
L'église.

### Lieux et monuments
On peut apercevoir à Pomoy les traces d'une ancienne voie romaine. Elle traversait la commune d'ouest en est.
En ce qui concerne l'architecture, la commune possède une fontaine sans pavillon et une église du XVIIIe siècle. Celle-ci abrite un bénitier de pierre sculptée et des autels latéraux avec retables du XVIIIe siècle.

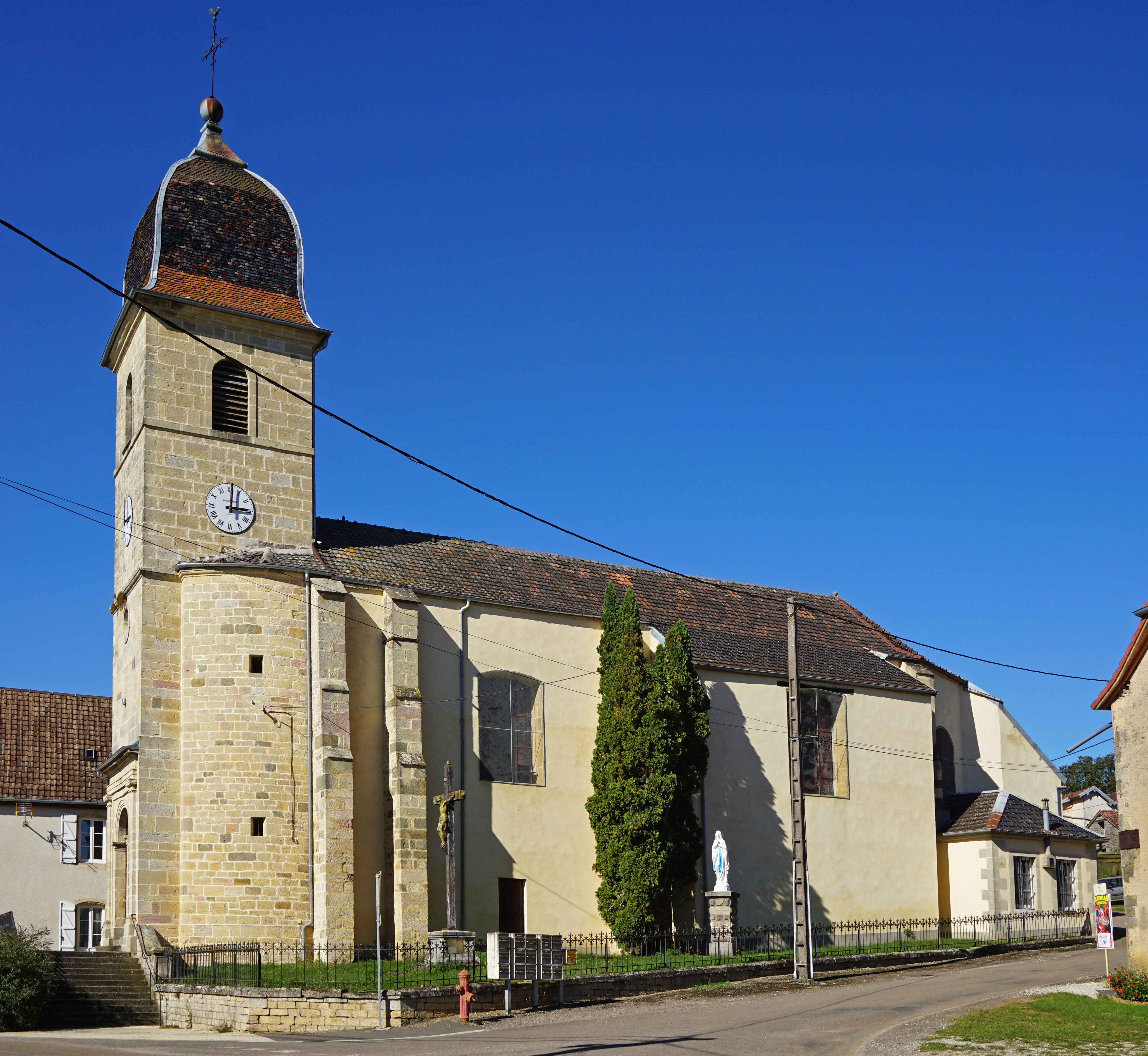
L'église Sainte-Marie-Madeleine.
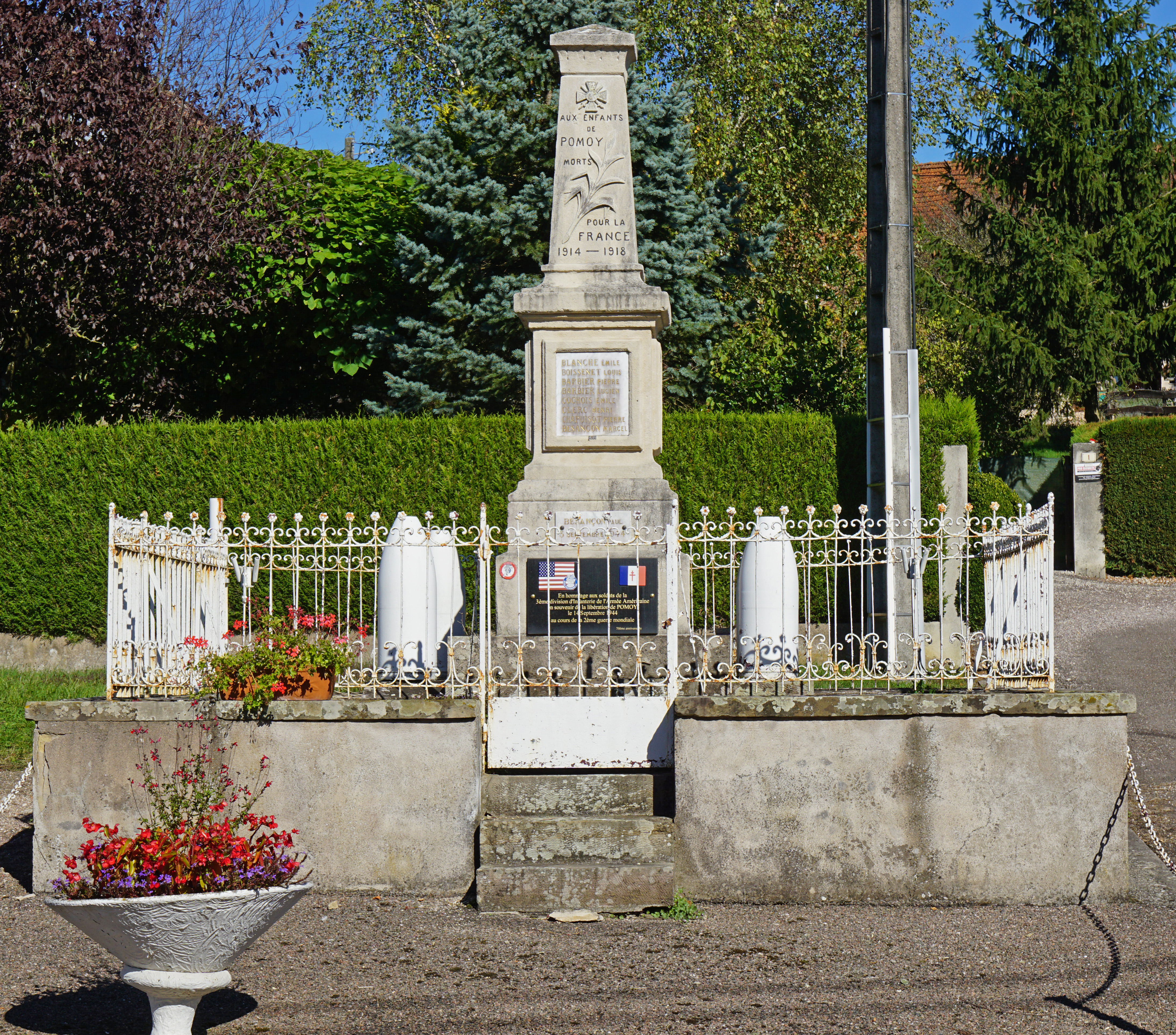
Monument aux morts.
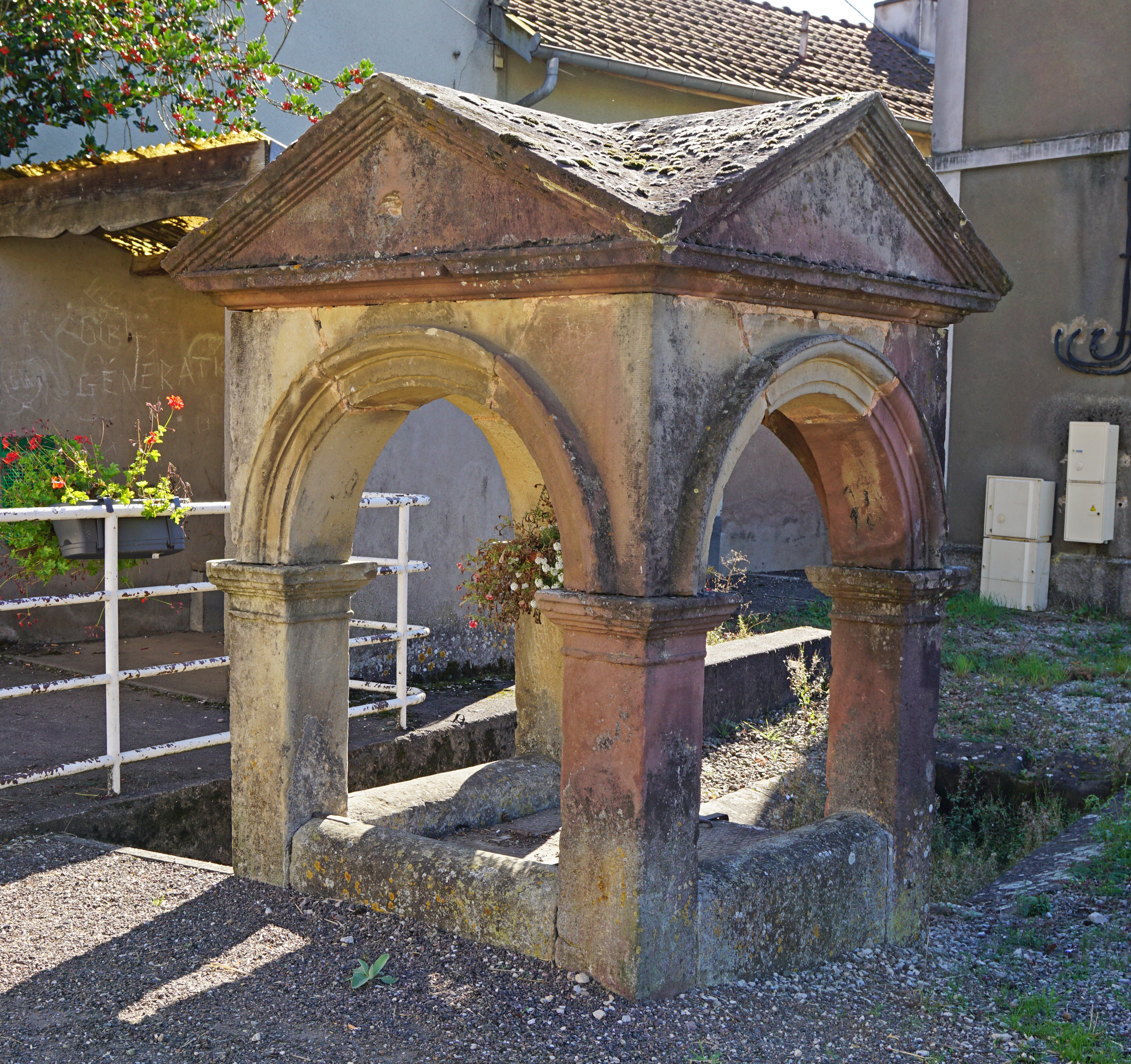
Ancienne fontaine.
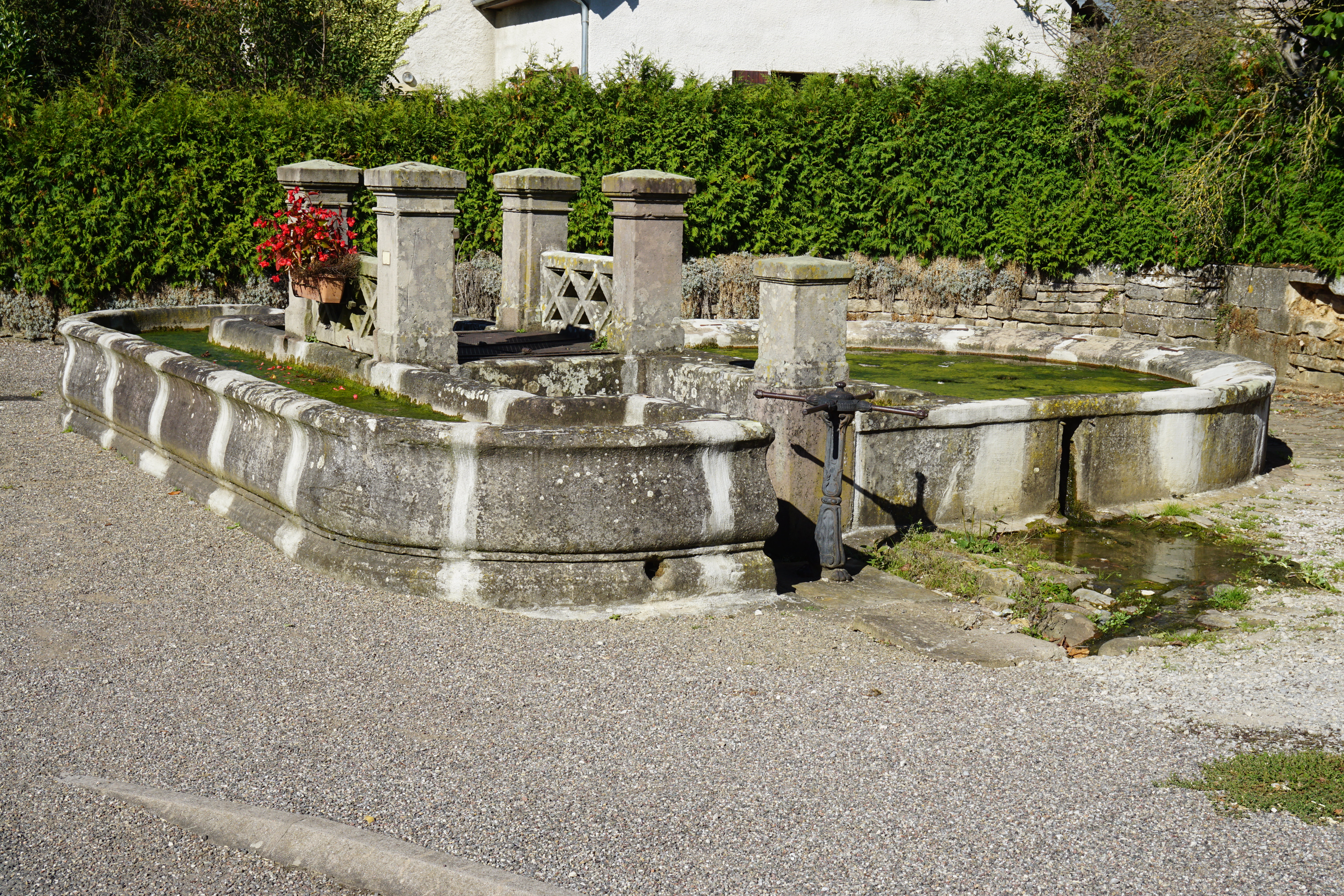
Fontaine.
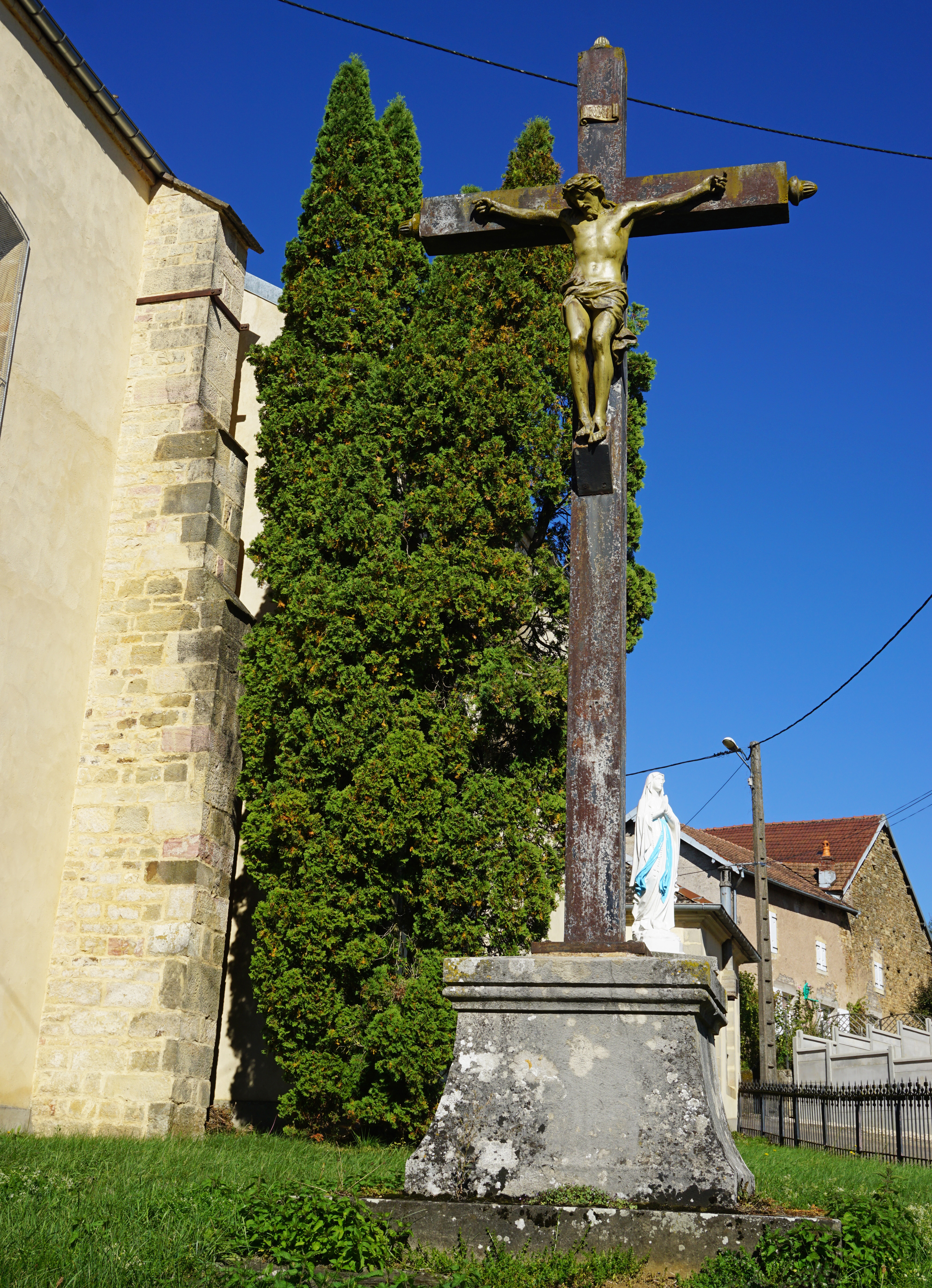
Calvaire.
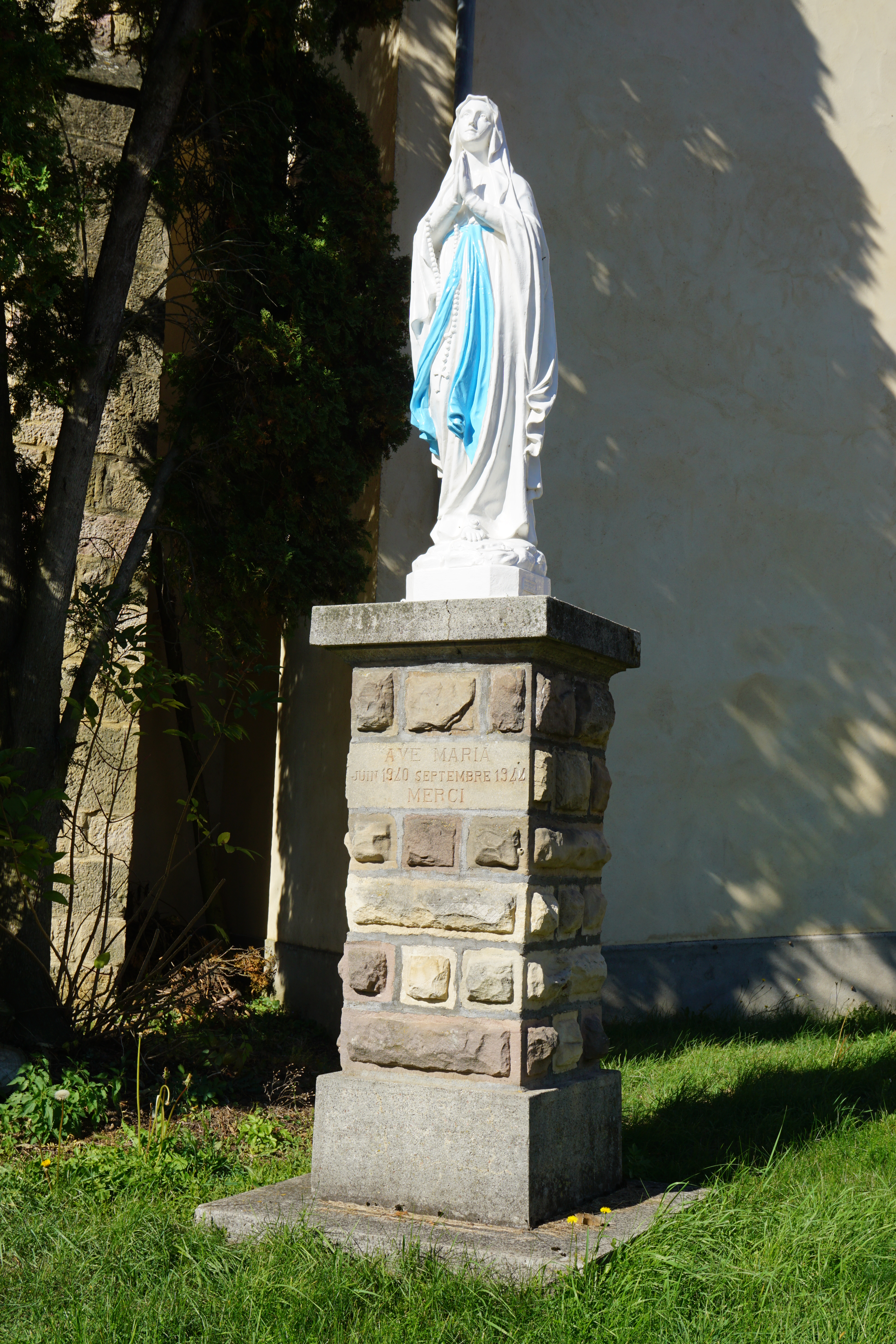
Statue de la Vierge.

Un puisoir[Quoi ?] d’inspiration romaine, niche style antique, fleuri et entretenu. Un lavoir découvert aux lignes courbes, un pulsoir en treillis de pierre au centre, accès au lavoir par deux tourniquets. Il est situé au milieu du village.
En 1977, une maison bleue au bord de la RN 19 aurait été hantée.

### Personnalités liées à la commune
On relève aux XIIe et XIIIe siècles l'existence d'une famille de Pomoy.
La seigneurie appartenait à l'abbaye de Luxeuil.

### Héraldique
|  | Les armes de la commune se blasonnent ainsi : D’argent au pal de sinople chargé de trois pommiers d’or fruités de gueules et accosté à dextre d’une crosse et à senestre d’une clé à l’anneau en losange le tout du même. |